# Apophrys
Apophrys là một chi bướm ngày thuộc họ Lycaenidae.